# Сан Чипријано По
Сан Чипријано По (итал. San Cipriano Po) је насеље у Италији у округу Павија, региону Ломбардија.
Према процени из 2011. у насељу је живело 403 становника. Насеље се налази на надморској висини од 60 м.

## Становништво
Према резултатима пописа становништва 2011. у општини је живело 516 становника.
| 1931. | 1936. | 1951. | 1961. | 1971. | 1981. | 1991. | 2001. | 2011. |
| ----- | ----- | ----- | ----- | ----- | ----- | ----- | ----- | ----- |
| 834   | 819   | 725   | 590   | 489   | 430   | 412   | 417   | 516   |